# FC Oberneuland
El FC Oberneuland es un equipo de fútbol de Alemania que juega en la Bremen-Liga, una de las ligas regionales que conforman la quinta división de fútbol del país.

## Historia
Fue fundado el 13 de abril de 1948 en la ciudad de Bremen como un equipo multideportivo con secciones en baloncesto y gimnasia y fueron un equipo de ligas regionales hasta que se dio la reunificación alemana cuando ganó la Copa de Bremen en 1993 y llegó a la quinta división nacional en 1994, mismo año en el que participó por primera vez en la Copa de Alemania donde no superó la primera ronda. Al año siguiente llegan a jugar en la Oberliga Niedersachsen/Bremen, cuarta división nacional, donde estuvo por nueve temporadas hasta que descendió en 2004 y un año antes fue eliminado de la Copa de Alemania nuevamente en la primera ronda. Un año después retorna a la Oberliga Nord.
En 2008 vuelve a ser campeón de Bremen donde logra la clasificación por tercera vez a la Copa de Alemania en la que por primera vez supera la primera ronda al eliminar al TuS Koblenz pero es eliminado en la segunda ronda por el VfL Wolfsburg.
En la temporada 2012/13 el club se declara en bancarrota y desciende de la Regionalliga a la Landesliga, sexta división nacional, sufriendo el descenso nuevamente a la séptima división luego de conseguir solo cinco puntos y recibir 169 goles.
A partir de 2015 el club mejoró sus resultados, y para la temporada 2020/211 retorna a la Regionalliga Nord tras siete años de ausencia.

## Palmarés
- Bremen-Liga: 4 (V)

1996, 2006, 2012, 2020
- Landesliga Bremen: 2 (VI)

1994, 2016
- Bezirksliga Bremen: 2

1993, 2015
- Kreisliga A Bremen: 1

1992
- Bremer Pokal: 8 (Tiers III-VI)

1993, 2003, 2008, 2009, 2010, 2011, 2012, 2019